# Mortal Kombat: Conquest
Mortal Kombat: Conquest ist eine US-amerikanische Fernsehserie, die von 1998 bis 1999 produziert wurde.
Insgesamt wurden 22 Folgen zu je 40 Minuten gedreht. Die Handlung spielt ca. 500 Jahre vor dem Film Mortal Kombat und ist daher als eine Art Prequel zu verstehen. Zentraler Handlungsort ist die fiktive Handelsmetropole Zhuzin.

## Handlung
Vor 500 Jahren, als das Erdenreich noch jung und ein begehrenswerter Planet mit vielen Naturschätzen und Energien war, versuchten die grausamen Mächte Outworlds, angeführt vom unsterblichen Imperator Shao Khan, viele Male diese Schätze zu rauben und sich das Erdenreich untertan zu machen. Um den Sterblichen eine Möglichkeit zur Verteidigung ihrer Welt zu bieten, riefen die sog. Götter des Universumgs (eng.: Elder Gods) ein Turnier namens Mortal Kombat ins Leben. Erst wenn Shao Khan mit seinen Kämpfern zehn Turniersiege hintereinander erringt, ist es ihm gestattet, das Reich der Erde zu erobern.
Im finalen Kampf des Turniers kann der große Krieger und Shaolin-Mönch Kung Lao den bösen Zauberer Shang Tsung besiegen und damit die Eroberung des Erdenreichs durch Shao Khan vorerst abwenden. Nun muss er eine nächste Generation von Kriegern ausbilden, die selbst ihr Leben lassen würden, um die Erde zu beschützen. Zu den Kriegern zählen der verstoßene Söldner Siro, die Diebin Taja und Kung Lao selbst, der durch seinen Sieg im Mortal Kombat bis zum nächsten Turnier nicht altert. Als Berater und Mentor steht ihnen der Donnergott und Schutzpatron des Erdenreiches Lord Raiden zur Seite.
Während der Serie bestehen die drei Freunde viele Abenteuer und treffen bekannte Figuren aus dem Mortal-Kombat-Universum, wie Scorpion, Sub-Zero, Kitana oder Quan Chi.
In der letzten Folge bricht Shao Khan die Regeln des Mortal Kombat und startet eine Invasion auf die Erde. Raiden greift daraufhin seinerseits aktiv in das Geschehen ein und stellt sich Shao Khan zum Kampf. Dieser trägt jedoch mittels einer List den Sieg davon und nimmt Raiden, der in der Outworld seiner Macht beraubt ist, gefangen. Kung Lao, Siro, Taja, Kitana sowie die Verräter Shang Tsung, Quan Chi, Vorpax und Reptile werden von Khans Schattenpriestern getötet.

## Produktion
Die Serie wurde von Threshold Entertainment und New Line Television produziert. Aufgrund des Cliffhanger-Endes der Serie gab es Gerüchte um eine zweite Staffel, die ursprünglich auch angedacht war. Laut Produzent Joshua Wexler überstiegen die Produktionskosten der ersten Staffel jedoch bereits das veranschlagte Budget, weshalb die Einstellung der Serie schon während der ersten Staffel beschlossen wurde. Eine zweite Staffel wurde demnach nicht mehr realisiert.

## Hintergrundinformationen
Kristanna Loken spielte die Hauptfigur im ersten Teil der Filmreihe BloodRayne und wirkte somit bei einer weiteren Computerspielverfilmung mit. Die Serie wurde von New Line Television und Threshold Entertainment produziert, die die Mortal-Kombat-Filme produzierten. Daniel Bernhardt und Jeffrey Meek waren die einzigen ausgebildeten Kampfsportler unter den Hauptdarstellern. Kristanna Loken, Paolo Montalban und Bruce Locke mussten in den Kampfszenen gedoubelt werden.
Die Figuren Siro, Taja, Vorpax, Qali, Kreeya, Omegis und Meister Cho gibt kommen in den Videospielen nicht vor, sie wurden für die Serie neu erschaffen. In Mortal Kombat: Deadly Alliance wurde allerdings ein Kämpfer namens Bo'Rai Cho eingeführt, der ebenfalls die Rolle eines Mentors innehat. Quan Chis Dienerinnen Siann, Mika und Sora wurden, ebenso wie der namentlich nicht genannte Lin Kuei-Großmeister, direkt aus dem Videospiel Mortal Kombat Mythologies: Sub-Zero übernommen. Jeffrey Meek verkörpert in der Serie sowohl Raiden als auch Shao Khan, was jedoch im Vor- und Abspann nicht erwähnt wird. Zu keiner der bisherigen Mortal-Kombat-Fernsehserien (es gibt noch eine Zeichentrickserie) wurde eine zweite Staffel produziert. In der letzten Szene der finalen Folge ist zu sehen, wie Kung Laos Drachen-Amulett, welches er nach dem Sieg im Mortal-Kombat-Turnier erhalten hat, zu glühen beginnt. Dies hätte direkt in eine zweite Staffel münden sollen, in denen die Elder Gods (hier: Götter des Universums), die über das Turnier wachen, das Ende und somit den Tod aller Hauptfiguren rückgängig gemacht hätten, da Shao Khan entgegen den Regeln des Turniers das Erdenreich angegriffen und damit gegen die göttlichen Weisungen verstoßen hat. Die Serie widerspricht in diversen Punkten den Spielen: So besitzt Sub-Zero seine Eiskräfte nicht aufgrund seiner Verwandtschaft mit dem Cyromaker, Scorpions menschlicher Name lautet Takeda statt Hanzo Hasashi und hat auch eine völlig andere Entstehungsgeschichte, Noob Saibot ist nicht die verfluchte Seele von Bi-Han (Kuai Liangs älterer Bruder und dessen Vorgänger als Sub-Zero), die Feindschaft zwischen Scorpion und Sub-Zero hat einen gänzlich anderen Hintergrund, Kung Lao wird nicht von Goro getötet und vieles mehr. Dies entstand dadurch, dass diese Serie in nachfolgenden Spielen nicht berücksichtigt wurde.
Scorpion-Darsteller Chris Casamassa nimmt hier seine Rolle aus dem ersten Mortal-Kombat-Kinofilm wieder auf und ist auch unmaskiert als Takeda vor seiner Verwandlung zu sehen. Sub-Zero-Darsteller und Kampfsportler J.J. Perry doubelte Kung Lao-Darsteller Paolo Montalban während der Kampfszenen. Dies tat er außerdem bereits im ersten Mortal-Kombat-Film für Johnny Cage-Darsteller Linden Ashby und übernahm in der Fortsetzung Mortal Kombat 2 – Annihilation die Rollen von Scorpion, Cyrax und Noob Saibot. Hier ist er zum ersten Mal ohne Maske zu sehen. Eva Mendes ist hier vor ihrem Durchbruch in Hollywood in einer Folge als Siros ehemalige Geliebte Hanna zu sehen. Die damaligen WCW-Wrestler Meng (Tonga Fifita) und Wrath (Bryan Clark) hatten kurze Gastauftritte. Dies wurde vom Sender TNT veranlasst, der Mortal Kombat Conquest direkt im Anschluss an seine Wrestlingshow WCW Monday Nitro ausstrahlte. Bislang wurden in Deutschland nur ein paar ausgewählte Episoden mit thematischem Zusammenhang auf Spielfilmlänge geschnitten und auf DVD veröffentlicht. Die komplette Serie war bislang nur in Großbritannien und Australien auf DVD erhältlich, erst 2015 veröffentlichte Warner Home Video sie auch in den USA.

## Episodenliste
| Nr. (ges.) | Nr. (St.) | Deutscher Titel                       | Originaltitel           | Erstausstrahlung Vereinigten Staaten | Deutschsprachige Erstveröffentlichung (D/A/CH) |
| ---------- | --------- | ------------------------------------- | ----------------------- | ------------------------------------ | ---------------------------------------------- |
| 1          | 1         | Die Auferstehung des Kriegers, Teil 1 | Eternal Warrior (1)     | 3. Okt. 1998                         | 19. Jan. 2000                                  |
| 2          | 2         | Die Auferstehung des Kriegers, Teil 2 | Eternal Warrior (2)     | 10. Okt. 1998                        | 19. Jan. 2000                                  |
| 3          | 3         | Kämpfer der Naturgewalten             | Cold Reality            | 17. Okt. 1998                        | 26. Jan. 2000                                  |
| 4          | 4         | Prinzessin Kitana                     | The Essence             | 31. Okt. 1998                        | 9. Feb. 2000                                   |
| 5          | 5         | Omegis, die geheimnisvolle Zauberin   | Immortal Kombat         | 24. Okt. 1998                        | 2. Feb. 2000                                   |
| 6          | 6         | Noob Saibot                           | Noob Saibot             | 7. Nov. 1998                         | 16. Feb. 2000                                  |
| 7          | 7         | Die Kraft des Drachen                 | Debt Of The Dragon      | 14. Nov. 1998                        | 23. Feb. 2000                                  |
| 8          | 8         | Ewige Sehnsucht                       | Undying Dream           | 21. Nov. 1998                        | 13. März 2000                                  |
| 9          | 9         | Der Herr der Finsternis               | Quan Chi                | 28. Nov. 1998                        | 22. März 2000                                  |
| 10         | 10        | Das gelobte Land                      | Unholy Alliance         | 5. Dez. 1998                         | 29. März 2000                                  |
| 11         | 11        | Blutsbande                            | Thicker Than Blood      | 12. Dez. 1998                        | 5. Apr. 2000                                   |
| 12         | 12        | Kitana kehrt zurück                   | Shadow Of A Doubt       | 6. Feb. 1999                         | 12. Apr. 2000                                  |
| 13         | 13        | Tomas                                 | Twisted Truth           | 13. Feb. 1999                        | 19. Apr. 2000                                  |
| 14         | 14        | Kampf der lebenden Toten              | The Festival Of Death   | 20. Feb. 1999                        | 26. Apr. 2000                                  |
| 15         | 15        | Feuer und Eis                         | The Serpent And The Ice | 27. Feb. 1999                        | 3. Mai 2000                                    |
| 16         | 16        | Kreeya                                | Kreeya                  | 6. März 1999                         | 10. Mai 2000                                   |
| 17         | 17        | Fluch der Unsterblichkeit             | The Master              | 17. Apr. 1999                        | 17. Mai 2000                                   |
| 18         | 18        | Kreeya kehrt zurück                   | In Kold Blood           | 24. Apr. 1999                        | 24. Mai 2000                                   |
| 19         | 19        | Duell der Zauberer                    | Flawed Victory          | 1. Mai 1999                          | 31. Mai 2000                                   |
| 20         | 20        | Shao Kahns geheime Stadt              | Balance Of Power        | 8. Mai 1999                          | 7. Juni 2000                                   |
| 21         | 21        | Vorpax – Die neue Königin             | Stolen Lies             | 15. Mai 1999                         | 14. Juni 2000                                  |
| 22         | 22        | Die Rache des Shao Kahn               | Vengeance               | 22. Mai 1999                         | 21. Juni 2000                                  |

## Rezeption
2010 listete 4thletter! die Serie als sechster auf der Liste der „Top Ten der lächerlichsten Dinge, die aus Mortal Kombat kommen“. Im Jahr 2011 stellte 1UP.com die Serie in dem Artikel The Top Ten Times Mortal Kombat Went Wrong.